# División de Gaza
La División Territorial de Gaza de las Fuerza de Defensa de Israel, es una unidad militar que forma parte del Mando Regional del Sur. Su zona de operaciones es la Franja de Gaza y sus alrededores. Una de las principales unidades de la división, es el Batallón de Reconocimiento del Desierto (BRD), una unidad militar formada por exploradores y rastreadores beduinos del Néguev.

## Historia

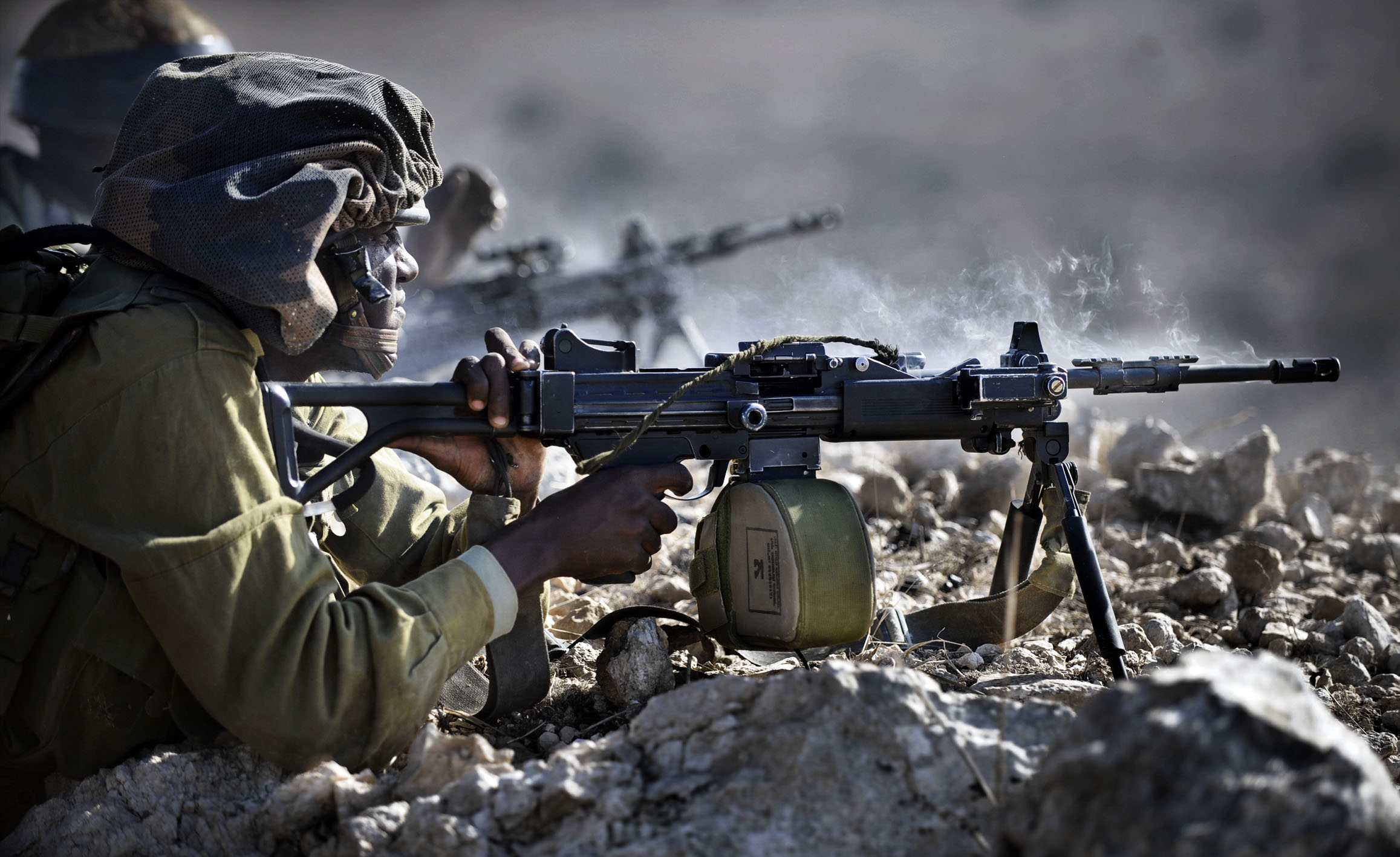
Soldados del Batallón de Reconocimiento del Desierto de la División de Gaza durante un ejercicio militar.

La división territorial de Gaza, era la encargada de mantener la seguridad y proteger a los colonos judíos que vivían en la Franja de Gaza, después de la Guerra de los Seis Días, en tiempos de paz y en tiempos de conflicto armado. En agosto de 2005, la división, junto con el resto de las FDI, oficialmente terminó su presencia en la Franja de Gaza, como parte del plan unilateral de desconexión, cuando fueron desmantelados los asentamientos israelíes en la Franja. La división ha entrado repetidamente en la Franja de Gaza en respuesta a los ataques con cohetes por parte de grupos de militantes palestinos que tienen sus bases en Gaza. En octubre de 2023, la división formó parte de la Batalla de Reim, donde Hamás tomó temporalmente el control de la base militar de Reim y tomó cautivos a varios soldados israelíes, lo que provocó la muerte del Teniente coronel Sahar Makhlouf.

## Comandantes
El comandante de la división era el General Mickey Edelstein, que reemplazó a Yossi Bachar el 4 de noviembre de 2012. El comandante de la división es el General Avi Rosenfeld, que reemplazó a Nimrod Aloni en agosto de 2022.